# 三角分割
三角分割（さんかくぶんかつ、英: Triangulation）は、複雑な立体の表面を小さな三角形のメッシュによって近似することである。3次元コンピュータグラフィックスのモデリングなどに利用されている。コンピュータの性能に応じて三角形のメッシュの大きさを細かくしていけば、より正確な3次元構造を再現できる。また、適切なシェーディングモデルを利用することによって、大きなメッシュでも違和感のないものにすることができる。三角分割は複雑な3次元コンピュータグラフィックスを三角形の射影を求めるという簡単な問題に変える重要な技術である。
なお、英語の Triangulation は三角測量という意味も持つので注意が必要である。